# Zózimo
Zózimo Alves Calazães (Salvador, 19 de junio de 1932-Río de Janeiro, 21 de septiembre de 1977) conocido como Zózimo, fue un entrenador y futbolista brasileño. Se desempeñaba en la posición de defensa central, y jugó por la Selección brasileña.

## Trayectoria
Zózimo inició su carrera en el Sao Cristovao de Río de Janeiro. Luego pasaría al Bangu donde pasaría sus mejores años como futbolista pues las actuaciones en este club le permitirían ser convocado a la selección brasileña en 1955 para un partido contra Paraguay. 
Jugó además por el Flamengo, Guaratinguetá y Portuguesa en Brasil, luego viajaría a Perú donde sería parte del Sport Boys logrando el subcampeonato del torneo peruano con este club en 1966 y finalizaría su carrera en el Club Deportivo  Águila de El Salvador, donde alternaría como jugador-entrenador consiguiendo un título en 1968.
Además del Águila fue entrenador en Perú del Deportivo Municipal y Sport Boys.
Falleció en un accidente automovilístico en Río de Janeiro un 21 de septiembre de 1977 a los 45 años de edad.

## Selección nacional
Con la Selección de Brasil jugó 36 partidos. El único gol que anotó con su selección lo hizo un 15 de abril de 1956 en un amistoso ante Austria disputado en Viena que Brasil ganaría 3-2.
Fue parte del equipo brasileño que consiguió los títulos mundiales en Suecia 1958 y Chile 1962, si bien en Suecia no llegó a jugar partido alguno, en Chile arrancó como titular en todos los partidos.
Disputó también la Olimpíada de Helsinski en 1952 y el Sudamericano de 1957.

### Participaciones en Copas del Mundo
| Torneo                         | Sede   | Resultado |
| ------------------------------ | ------ | --------- |
| Copa Mundial de Fútbol de 1958 | Suecia | Campeón   |
| Copa Mundial de Fútbol de 1962 | Chile  | Campeón   |

### Participaciones en Copa América
| Torneo               | Sede | Resultado  |
| -------------------- | ---- | ---------- |
| Sudamericano de 1957 | Perú | Subcampeón |

### Participaciones en Juegos Olímpicos
| Torneo                            | Sede      | Resultado        |
| --------------------------------- | --------- | ---------------- |
| Juegos Olímpicos de Helsinki 1952 | Finlandia | Cuartos de final |

## Clubes

### Como futbolista
| Club                | País        | Club      |
| ------------------- | ----------- | --------- |
| São Cristovão       | Brasil      | 1948-1950 |
| Bangu               | Brasil      | 1951-1964 |
| Flamengo            | Brasil      | 1965      |
| Portuguesa          | Brasil      | 1965      |
| Sport Boys          | Perú        | 1966      |
| Porvenir Miraflores | Perú        | 1967      |
| CD Águila           | El Salvador | 1967-1968 |

Torneio Início do Rio-São Paulo: 1951

### Como entrenador
| Club                | País        | Año       |
| ------------------- | ----------- | --------- |
| CD Águila           | El Salvador | 1968      |
| Guaratinguetá       | Brasil      | 1970      |
| Sport Boys          | Perú        | 1971      |
| Deportivo Municipal | Perú        | 1973      |
| Sport Boys          | Perú        | 1975-1976 |
| Bangu               | Brasil      | 1977      |

Campeón con C.D. Águila de El Salvador en 1968.
Subcampeón con Sport Boys de Perú en 1976.